# Bat Ye'or
Pour les articles homonymes, voir Littman et Orebi.
Bat Ye'or (hébreu : בַּת יֵאור (fille du Fleuve, du Nil)), est le nom de plume de Gisèle Littman-Orebi, une essayiste britannique d'origine égyptienne née au Caire en 1933,, écrivant en français et en anglais.
Elle s'est spécialisée dans des études sur la notion de dhimmi, introduisant notamment dans ses ouvrages le néologisme de « dhimmitude », associé par elle à un sens politico-historique très particulier, inventé spécialement pour exprimer le concept de dhimma.
Ses thèses académiques sur l'islamisation de l'Europe, connaissent un écho dans l'extrême droite, et sont utilisées pour décrire la « théorie du complot Eurabia ».

## Biographie
Bat Ye'or, qui signifie « fille du Nil » en hébreu, est le nom de plume de Gisèle Littman-Orebi. Elle a également publié sous le pseudonyme arabe Yahudiya Masriya (يهودية مصرية, « Juive égyptienne »).
Gisèle Orebi naît en 1933 en Égypte, dans une famille juive. En 1956, dans le contexte de l'expulsion des juifs d'Égypte  à la suite de la crise du canal de Suez, elle et sa famille sont déchues de leur nationalité égyptienne. Ils émigrent au Royaume-Uni en 1957. De 1958 à 1960, elle étudie à l'Institut d'archéologie de l'université de Londres. C'est là qu'elle rencontre David Littman qu'elle épouse en septembre 1959. En 1960, elle part s'installer avec son mari en Suisse. En 1961 et 1962, elle étudie les sciences sociales à l'université de Genève.
En 1961, son mari David Littman organise au Maroc l'Opération Mural, montée par l'Agence juive avec le concours du Mossad, pour exfiltrer clandestinement vers Israël via la Suisse plus de 500 enfants juifs, auxquels le gouvernement marocain refusait de délivrer des passeports. Cette exfiltration se fera en deux temps. La première tentative se soldera pas un naufrage causant la mort de vingt enfants… En juin 2008, David Litmann sera reçu par le président israélien Shimon Peres lors d'une commémoration organisée en leur honneur.
Bat Ye'or commence l'écriture dans les années 1970 avec son premier ouvrage Les Juifs en Égypte. Aperçu sur 3 000 ans d'histoire, dédié « Aux communautés juives des pays arabes dont les épreuves demeurent encore méconnues ». Une version en hébreu est publiée en 1974 à l'initiative du ministère israélien de la Culture et de l'Organisation sioniste mondiale.

## Thèses
Bat Ye'or a publié plusieurs ouvrages traitant spécifiquement des relations entre l'Europe et le monde arabe et de la situation des minorités juives et chrétiennes dans le monde islamique. Elle a élaboré dans ceux-ci deux thèses principales en s'appuyant sur les concepts de  « dhimmitude » et « Eurabia ».

### Dhimmitude
La « dhimmitude » désigne la condition des dhimmis, c'est-à-dire les populations indigènes des pays conquis par le djihad, qui se trouvent contraintes d'adopter une position de « servage », après l'application des lois discriminatoires de la charia. Dans Les Chrétientés d'Orient : Entre jihad et dhimmitude VIIe-XXes, Bat Ye'or chronique les persécutions dont les minorités juives et chrétiennes (anciennement majoritaires) ont été victimes à différentes échelles et leur soumission à la charia et décrit l'adoption du djihad et plus tard du terrorisme par l'islam militant. Elle y défend la thèse que les « Églises dhimmis palestiniennes » puis de manière plus large les « Églises chrétiennes orientales » sont devenues antisémites puis antisionistes par soumission et par peur, préférant nier la légitimité d'Israël plutôt que de dénoncer l'oppresseur islamique. Elle dénonce l'influence qu'elles ont exercée sur le monde chrétien en ce sens. Elle y dénonce l'arabisation de Jésus et la dé-judaïsation de la Bible et appelle juifs et chrétiens à résoudre leurs différends. Elle s'inquiète du risque d'autodestruction du monde occidental entretenu par l'influence de la haine provenant du monde de la dhimmitude.
Bat Ye'or a été soutenue dans les années 1980 par l'historien, sociologue et théologien protestant Jacques Ellul qui dénonce une incompatibilité entre le judéo-christianisme et l'islam et le danger que constituerait ce dernier pour l'Occident. Elle se spécialise dès lors dans l’histoire de la réduction à l'état de minorités des cultures originaires en terre d’islam : les dhimmis. Ellul préfacera son livre Les Chrétientés d'Orient entre jihâd et dhimmitude, paru en 1991 et avant cela l'édition en anglais de son livre sur Le Dhimmi.

### Eurabia
Dans sa thèse sur « Eurabia », développée dans son ouvrage Eurabia : l'axe euro-arabe publiée par l'université Fairleigh-Dickinson, elle perçoit un accord passé entre certaines instances dirigeantes européennes après la crise pétrolière de 1973 à l'instigation de la France et sous couvert du « dialogue euro-arabe ». Selon cette thèse, l'objectif serait de créer un ensemble méditerranéen euro-arabe visant à contrebalancer l'influence géopolitique des États-Unis. Dans cette perspective, les dirigeants européens auraient négocié une « reddition politique et culturelle » en vue d'obtenir des garanties dans leur approvisionnement en pétrole et dans la lutte contre le terrorisme tout en favorisant l'immigration musulmane, et in fine en adoptant une politique anti-israélienne,,,.

### Réception et critiques
Des intellectuels et commentateurs tels que Ivan Jablonka, Caroline Fourest, David Aaronovitch, The London Review of Books et de nombreux autres soulignent le caractère « conspirationniste » de sa thèse « Eurabia ». Par exemple, André Sapir (en) écrit que « l'idée même d'Eurabia [est] basée sur une théorie du complot extrémiste, selon laquelle l'Europe et les États arabes joindraient leurs forces pour rendre la vie impossible à Israël et islamiser le vieux continent […] ».
Le politologue Jean-Yves Camus, qui n'a « dans le passé, pas ménagé Bat Ye’or », s'oppose toujours à l'aspect conspirationniste d'Eurabia mais reconnait en 2018 qu'« il faut faire le commentaire et la critique scientifique, donc raisonnée, des faits et interprétations que Bat Ye’or propose ». Pour lui c'est dans le « passé lointain et non dans les années 70 qu’il faut, prioritairement, chercher notre retard à saisir la nature du danger islamiste ». Il conclut « Peut-être suis-je naïf, mais je n’ai rencontré ni une porteuse de haine, ni une illuminée. Dont acte ».
Certains vont jusqu'à la comparer aux Protocoles des Sages de Sion comme Mohamed Sifaoui qui écrit qu'elle reproduit « un schéma de pensée dont elle a elle-même été victime ainsi que des millions de ses coreligionnaires » et qu'elle « marche sur les pas de ces écrivains racistes dont l'objectif n'était pas autre chose que de stigmatiser, de manière très négative, un groupe ethnique ou religieux ». Robert Wistrich répond à cette comparaison en soulignant qu'au contraire des Protocoles, qui sont un faux, les écrits de Bat Ye'or sont documentés et argumentés même s'ils peuvent être discutés.
Robert Brenton Betts voit dans ces thèses une tentative de diaboliser la prétendue menace islamique envers la civilisation occidentale avec un résultat généralement peu édifiant et souvent irritant tandis que pour Alain Gresh, Bat Ye'or fait partie des purs idéologues dont les travaux relèvent uniquement d’une volonté d’engager le monde dans une guerre de civilisation.
Les idées de Bat Ye'or sont citées par Pierre-André Taguieff dans Judéophobie des Modernes : Des Lumières au Jihad mondial où il fait référence à son ouvrage sur Eurabia comme étant une « critique sévère et argumentée de la démission des Européens face aux offensives convergentes des islams politiques, ainsi que de leur glissement politique opportuniste vers les positions « antisionistes » radicales ».

### Monde académique
Bat Ye'or a présenté ses travaux lors de conférences universitaires à Georgetown, Brown, Yale, Brandeis et Columbia. Les spécialistes du sujet, tels que Constant Hamès, Sindre Bangstad, Ivan Jablonka, Anver Emon jugent cependant qu'ils ne répondent pas aux standards scientifiques ou universitaires ; à l'exception notable de Martin Gilbert qui la loue,.
Pour Constant Hamès, le « travail de Bat Ye'or sur les dhimmis doit] être pris avec des pincettes non pas parce qu'il est partisan […] mais parce que les assises historiques générales et locales, les analyses sociologiques spécifiques sont quasiment absentes et que le plaidoyer court à travers les siècles, les lieux, les textes, de façon tout à fait cavalière et sans situer le contexte. » Il estime cependant, qu'on soit d'accord ou non avec la thèse et malgré son mauvais traitement, que le sujet, rarement abordé, mérite réflexion. Michael Sells (en) a également critiqué les travaux de Bat Ye'or notamment pour ses constructions de comparaisons inexactes entre les minorités non chrétiennes en Europe et les minorités non musulmanes dans le monde islamique,.
Esther Benbassa critique « l'emploi de son néologisme « dhimmitude », utilisé par elle à la place de « dhimmité » : « dhimmitude » évoque une proximité phonétique voulue avec le mot « servitude » (qui existe en français et en anglais, et que l'on retrouve dans ses ouvrages dans ces deux langues).
Un philosophe comme Rémi Brague, spécialiste de la pensée arabe médiévale, continue à tenir l’étude de la Britannique pour importante, déclarant : « Je ne dirais pas qu’il faut prendre tout ce qu’elle avance au pied de la lettre, mais son travail est documenté et ne doit pas être négligé ».

### Influence sur les extrêmes droites occidentales
Selon Raphaël Liogier, bien qu'initialement confinée à quelques groupes extrémistes, la thèse d’Eurabia s’est diffusée en Europe pour devenir un des arguments majeurs des extrêmes droites comme en France, en Suisse, en Norvège, en Autriche ou au Royaume-Uni. Le sujet d'une Europe envahie par l'Islam a fait depuis la une de nombreux journaux. Des intellectuels en font la promotion comme la journaliste Oriana Fallaci, l'économiste Thilo Sarrazin ou l'écrivain Renaud Camus. La thèse est également reprise par des chercheurs tels que l’historien Egon Flaig (de) en Allemagne ou la démographe Michèle Tribalat qui a rédigé une préface au livre de Christopher Caldwell prédisant l’effondrement d’une Europe vaincue par l’islam.
Au travers de leur soutien dans les milieux néo-conservateurs, les travaux de Bat Ye'or ont servi de support à des débats publics aux États-Unis sur le droit à critiquer l'Islam ainsi que ses dérives et son intolérance supposées. En 2010, ils ont été utilisés dans le cadre d'une campagne nationale visant à faire interdire la charia.
Les thèses de Bat Ye'or semblent avoir influencé Anders Behring Breivik, l'auteur des attentats de 2011 en Norvège, qui se réfère plusieurs dizaines de fois à ses théories dans le « manifeste » qu'il a rédigé. Breivik affirme également dans son manifeste que Bat Ye'or lui aurait écrit, ce qui n'a pas été prouvé et qu'elle dément formellement. Elle dit être choquée par cette récupération et que Breivik est un fou qui a agi comme un djihadiste. Selon elle, « on essaie de m’imputer la responsabilité des massacres d’Oslo parce que je suis citée dans le manifeste, mais il s’agit d’une campagne d’incitation à la haine contre ma personne. On cherche à discréditer, voire à supprimer mes travaux ». Elle estime être « victime d'une chasse aux sorcières bien organisée par des plumitifs ignares recourant uniquement à la diffamation d’une œuvre qu’ils n’ont pas même lue ».
Jean-Frédéric Poisson, président du Parti chrétien-démocrate et ancien député français, publie en 2018 un livre analysant la stratégie de conquête culturelle de l'Occident, adoptée expressément par l'Organisation de la conférence islamique ; dans son ouvrage, il fait référence à plusieurs reprises à des livres de Bat Ye'or.
Bat Ye'or est également reconnue par Michel Houellebecq comme une de ses sources dans son best-seller international Soumission, paru en France le jour même de l'attentat contre Charlie Hebdo en janvier 2015 : « Dans un sens la vieille Bat Ye’or n’a pas tort, avec son fantasme de complot Eurabia », observe un personnage.

## Publications

### Livres
- Yahudiya Masriya, Les Juifs en Égypte. Aperçu sur 3 000 ans d'histoire, Genève, Éditions de l'Avenir, 1971, 74 p.
- Bat Ye'or, Le Dhimmi. : Profil de l'opprimé en Orient et en Afrique du Nord depuis la conquête arabe, Paris, Éditions Anthropos, 1980, 335 p. (ISBN 2-7157-0352-X). Réédition (sans les documents) Les Provinciales, 2017, 160 p.  (ISBN 978-2-912833-50-1).
  - Juifs et chrétiens sous l'islam. Les dhimmis face au défi intégriste. Réédition revue et augmentée. Berg international, collection « Pensée politique et sciences sociales », Paris, 1994. 420 p.  (ISBN 2-900269-91-1) (sudoc).
  - Réédition sous le précédent titre et avec les mêmes format et pagination. Berg international, collection « Pensée politique et sciences sociales », Paris, 2004. 420 p.  (ISBN 2-911289-70-6)
- Les Chrétientés d'Orient entre jihâd et dhimmitude : viie – xxe siècle (préf. Jacques Ellul), Paris, Éditions du Cerf, coll. « L'histoire à vif », 1991, 529 p.
- (en) Islam and Dhimmitude : Where Civilizations Collide, Madison (New Jersey), Fairleigh Dickinson University Press, 2001.
- Eurabia : L'axe Euro-Arabe, Paris, Éditions Jean-Cyrille Godefroy, 2006 (ISBN 2-86553-189-9).
- L'Europe et le spectre du califat, Lyon, Éditions Les Provinciales, 2010, 215 p. (ISBN 978-2-912833-22-8).
- Autobiographie politique. De la découverte du dhimmi à Eurabia, Les Provinciales, 2017, 352 p.
- Le dernier khamsin des Juifs d’Égypte, Les Provinciales, 2019.